# Coupe Mitropa 1976-1977
Navigation
Édition précédente Édition suivante
La Coupe Mitropa 1976-1977 est la trente-sixième édition de la Coupe Mitropa. Elle est disputée par quatre clubs provenant de quatre pays européens.
La compétition est remportée par le club yougoslave du FK Vojvodina Novi Sad.

## Format de la compétition
Les quatre équipes s'affrontent toutes à deux reprises (aller-retour). L'équipe qui termine en tête du classement remporte la Coupe Mitropa 1976-1977.

## Compétition
| Rang | Équipe                | Pts | J | G | N | P | Bp | Bc | Diff |  | Résultats (▼ dom., ► ext.) |     |     |     |     |
| ---- | --------------------- | --- | - | - | - | - | -- | -- | ---- |  | -------------------------- | --- | --- | --- | --- |
| 1    | FK Vojvodina Novi Sad | 7   | 6 | 2 | 3 | 1 | 10 | 8  | +2   |  | FK Vojvodina Novi Sad      |     | 2-2 | 4-2 | 2-1 |
| 2    | Vasas SC              | 7   | 6 | 3 | 1 | 2 | 9  | 8  | +1   |  | Vasas SC                   | 3-2 |     | 4-2 | 2-1 |
| 3    | AC Fiorentina         | 5   | 6 | 2 | 1 | 3 | 7  | 8  | -1   |  | AC Fiorentina              | 0-0 | 2-1 |     | 3-0 |
| 4    | AC Sparta Prague      | 5   | 6 | 2 | 1 | 3 | 5  | 7  | -2   |  | AC Sparta Prague           | 0-0 | 2-0 | 2-0 |     |